# Jacques Amyot
Jacques Amyot (Melun, 1513. október 30. – Auxerre, 1593. február 6.) francia író, fordító, auxerre-i püspök. 

## Élete és munkái
Szegény családban született. Bourges-ban jogi doktorátust szerzett, majd nevelői álláshoz jutott. Befolyásos pártfogók révén a görög és a latin nyelv tanára lett a bourges-i egyetemen, ahol sok évan át tanított. Héliodórosz-fordítása (1547) megnyerte I. Ferenc király tetszését, aki a bellozane-i apátságot adományozta neki. Később néhány évet Itáliában töltött. Hazatérése után, 1557-ben II. Henrik megtette fiai nevelőjének. 1570-ben auxerre-i püspök lett, 
Eredeti művet nem írt. Hírnevét az ókori görög klasszikusok franciára fordításaival alapozta meg. Közülük kiemelt figyelmet érdemel Plutarkhosz Párhuzamos életrajzok című művének fordítása, melyet Vies des hommes illustres címen adtak ki. Ez a fordítás Amyot kortársainak és a következő nemzedékeknek is egyik legolvasottabb könyve lett. Sikerét nagyban elősegítette kellemes, egyszerű stílusa, ami a francia széppróza egyik úttörő termékévé teszi.
Ennek a francia szövegnek az alapján fordította angolra a művet Thomas North (1579), akinek fordítását Shakespeare használta fel a Julius Caesar és néhány más tragédia írásakor.

## Fordításai
- Héliodórosz: Æthiopica című regénye (1547)
- Szicíliai Diodórosz világtörténetének (Bibliotheca historica) hét könyve (1554)
- Longosz pásztorregénye: Daphnisz és Chloé (1559)
- Plutarkhosz: 
  - Bíoi Parállēloi (magyarul: Párhuzamos életrajzok, franciául: Vies des hommes illustres, 1559)
  - Ethika / Moralia (franciául: Œuvres morales, 1572–1574), ezen a fordításon több mint húsz évet dolgozott.